# Claudia Müller-Eising
Claudia Müller-Eising, geborene Eigler (geboren 26. September 1963) ist eine deutsche Juristin, die zuletzt als Vorsitzende Richterin am Landgericht Frankfurt am Main tätig war. Seit 2008 ist sie stellvertretendes nicht richterliches Mitglied des Hessischen Staatsgerichtshofs.

## Leben

### Ausbildung
Müller-Eising studierte Rechtswissenschaft an der Rheinischen Friedrich-Wilhelms-Universität Bonn und wurde dort 1993 promoviert mit dem Thema „Die Zurückweisung verspäteten Vorbringens nach § 296 Abs. 1 ZPO in besonderen zivilprozessualen Verfahrensarten“.

### Juristischer Werdegang
2001 war Müller-Eising Richterin am ehemaligen Bundesdisziplinargericht in Frankfurt am Main. 2003 wechselte sie bis 2008 an das Landgericht Frankfurt am Main. Ab 2008 arbeitete sie als Richterin am Landgericht Wiesbaden. 2012 wechselte sie wieder zurück an das Landgericht Frankfurt am Main, diesmal als Vorsitzende Richterin in der 9. Kammer für Handelssachen am Landgericht Frankfurt am Main. In dieser Position war Müller-Eising an dem Rechtsstreit um die Insolvenz des Suhrkamp-Verlages der Medienholding Winterthur und der Siegfried und Ulla Unseld Familienstiftung zuständig.
Parallel zu ihrer richterlichen Tätigkeit engagierte sich Müller-Eising 2007, 2008 und 2012 im Justizprüfungsamt.

### Mitglied des Hessischen Staatsgerichtshofs
Am 3. Juni 2008 wurde Müller-Eising auf Vorschlag der CDU- und FDP-Fraktionen vom Hessischen Landtag zum stellvertretenden nicht richterlichen Mitglied des Staatsgerichtshofs des Landes Hessen gewählt. Eine Wiederwahl erfolgte 2009, 2014 und 2019.

### Engagement
Müller-Eising war Geschäftsführender Vorstand der Landesstiftung „Miteinander in Hessen“. Sie wurde zum Jahresende 2019 auf eigenen Wunsch verabschiedet und Heinz Zielinski übernahm ab 2020 diese Aufgabe. Sie habe „die Strukturen für eine finanzielle Selbständigkeit der Stiftung geschaffen, die Transparenz gestärkt und die operative Tätigkeit durch Eigen- und Kooperationsprojekte maßgeblich vorangetrieben“ verabschiedete Ministerpräsident Volker Bouffier Müller-Eising. Die Stiftung geriet 2014 in Verruf, als bekannt wurde, dass deutlich mehr Geld für die Verwaltung als für soziale Projekte ausgegeben wurden. 2015 machte die Stiftung gar Verluste. Dem wurde durch eine Verkleinerung des Vorstands 2016 erfolgreich entgegengewirkt.
2005 wurde eine ihrer Töchter frontal von einem Auto erfasst und lag anschließend mit einem Schädel-Hirn-Trauma im Koma. Seitdem reduzierte Müller-Eising ihre richterliche Arbeit und setzte sich für die neurologischen Versorgung von Menschen nach einer Hirnverletzung ein. 2010 gründete sie mit Marco Hentsch das ambulante neurologische Rehabilitationszentrum „neuroneum“. Die beiden sind die Geschäftsführer der Einrichtung. Zielsetzung neuroneum ist eine umfassende Beratung für Betroffene mit Schädel-Hirn-Traumata, Entwicklung eines Rehabilitationsprogramms und der Einsatz bekannter und innovativer Trainingsmöglichkeiten wie auch Robotik.
Zudem steht Müller-Eising als Manager, Geschäftsführer oder Gesellschafter in Beziehung mit den Unternehmen HME Beratung UG (einem haftungsbeschränkten Inkasso-Unternehmen), Kinderneurologie-Hilfe Frankfurt Rhein-Main und Förderverein für die Kindertageseinrichtung Secundastraße.

### Privates
Müller-Eising ist verheiratet und hat vier Kinder.

## Veröffentlichungen
- Die Zurückweisung verspäteten Vorbringens nach § 296 Abs. 1 ZPO in besonderen zivilprozessualen Verfahrensarten. Dissertation. Universität Bonn, 1993, DNB 931583349.
- Paradigmenwechsel im deutschen Disziplinarrecht. In: Neue Juristische Wochenschrift (NJW). 2001, S. 3587–3588.
- Geldbußen und Gefängnis. Korruption wird durch Polizei, Staatsanwaltschaft und Steuerfahndung konsequent verfolgt – in strafrechtlicher wie auch finanzieller Hinsicht. In: Städte- und Gemeindebund Nordrhein-Westfalen (Hrsg.): Städte- und Gemeinderat. Die Fachzeitschrift für Kommunal- und Landespolitik in Nordrhein-Westfalen. 2002, S. 10–12.
- mit Alisa Berger, Fabian Horst, Fabian Steinberg, Fabian Thomas, Wolfgang I. Schöllhorn, Michael Doppelmayr: Increased gait variability during robot-assisted walking is accompanied by increased sensorimotor brain activity in healthy people. In: Journal of neuroEngineering and rehabilitation (date:12.2019: ). Band 16, Nr. 1, 27. Dezember 2019, S. 1–13, doi:10.1186/s12984-019-0636-3 (englisch).